# Bruno Wilson
Bruno Ricardo Valdez Wilson, noto semplicemente come Bruno Wilson (Lisbona, 27 dicembre 1996), è un calciatore portoghese, difensore dei S.J. Earthquakes.

## Caratteristiche tecniche
È un difensore centrale.

## Carriera

### Club
Cresciuto nel settore giovanile dello Sporting Lisbona, nel 2016 è stato acquistato dal Braga. Ha esordito in prima squadra l'11 dicembre 2016 disputando l'incontro di Primeira Liga vinto 3-0 contro il Paços Ferreira.

### Nazionale
Ha giocato nelle nazionali giovanili portoghesi Under-16, Under-17, Under-18 ed Under-20.